# Vainglory
Vainglory (tên gọi tại Việt Nam là "Đấu Trường Vainglory") là một trò chơi điện tử thuộc thể loại đấu trường trận chiến trực tuyến nhiều người chơi (MOBA) được phát triển và xuất bản bởi Super Evil Megacorp dành cho thiết bị iOS, Android, Windows và macOS. Tại Việt Nam được nhà phát hành Gamota phân phối.
Trò chơi bắt đầu được phát triển vào năm 2012 khi công ty Super Evil Megacorp được thành lập. Trò chơi được công bố tại sự kiện ra mắt iPhone 6 của Apple vào tháng 9 năm 2014 để trình diễn API đồ hoạ Metal của nền tảng này. Super Evil Megacorp đã cố gắng để tạo ra một trò chơi có thể giúp người chơi giải trí hàng giờ và khuyến khích trải nghiệm nhiều người chơi trực tiếp tương tự như một cuộc vui qua mạng nội bộ.
Nhìn chung, Vainglory đã nhận về những đánh giá tích cực, được các nhà phê bình đánh giá cao về đồ hoạ, nhân vật, chiêu thức, hoạt động và lối chơi đột phá mà chưa có trò chơi MOBA trên di động nào làm được trước đó, nhưng vẫn còn điểm cần khắc phục khi máy chủ của game chưa thực sự mang lại cho người chơi trải nghiệm ổn định và mượt mà, nhất là những người chơi ở khu vực Đông Nam Á.

## Lối chơi
Vainglory là đấu trường trực tuyến nhiều người chơi (MOBA) tương tự như các trò chơi MOBA nổi tiếng như League of Legends và Dota 2 và được thiết kế cho điện thoại thông minh, máy tính bảng và máy tính cá nhân. Trong Vainglory, mỗi đội có ba hoặc năm người chơi và mỗi người điều khiển một nhân vật được gọi là "Hero" từ thiết bị của chính họ.

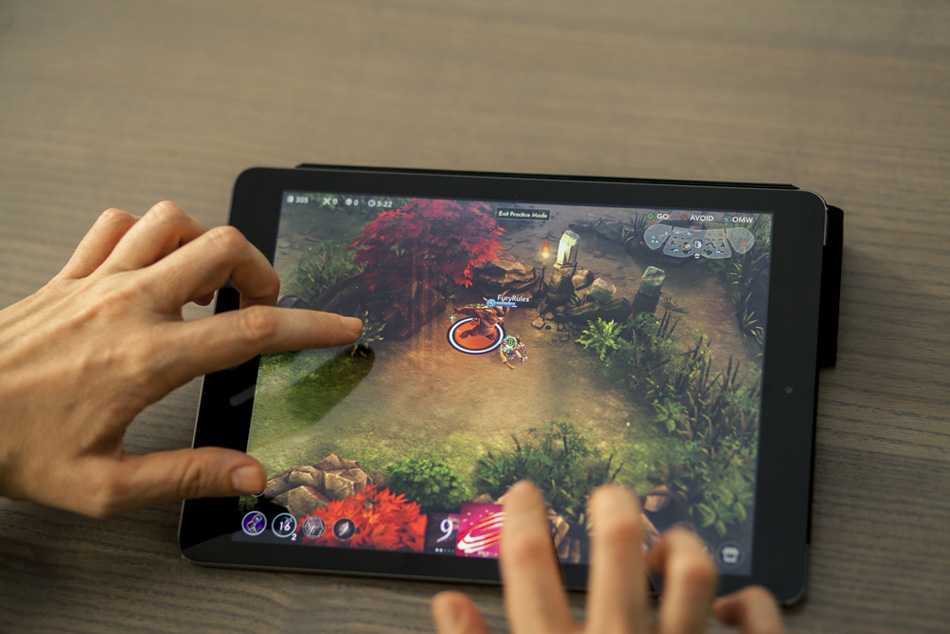
Ảnh chụp màn hình trò chơi trên IPad

- Khởi điểm: Mỗi ván chơi Vainglory đều riêng biệt nhau, người chơi bắt đầu với cùng lượng tiền khởi điểm, với các Hero đều tương đối yếu, rồi dần dần tăng lên sức mạnh qua lượng tiền và kinh nghiệm thu được trong suốt ván chơi.
- HEROES SẼ BẮT ĐẦU TẠI THÁNH ĐỊA (SANCTUARY): Một cửa hàng vật phẩm có sẵn tại Sanctuary. Hãy chắc chắn để dành vàng của bạn bất cứ lúc nào bạn đến thăm. Các Hero tại Sanctuary sẽ nhanh chóng phục hồi sức khỏe và năng lượng. Đợi cho đến khi bạn khỏe mạnh trước khi rời đi. Các Hero tại Sanctuary giảm sát thương. Sử dụng điều này để phục hồi khi bảo vệ căn cứ của bạn. Khi bạn không đủ sức khỏe hoặc cần chi tiêu vàng, hãy tìm một nơi an toàn và nhấn nút biến về. Biến về của bạn sẽ bị hủy nếu kẻ thù làm hỏng bạn hoặc nếu bạn thực hiện một hành động như di chuyển hoặc tấn công.

Bệ hồi sinh - Thánh địa - Sanctuary

- Mục tiêu: Ở trung tâm của mỗi đội căn cứ là một tinh thể Vain đồ sộ. Những tinh thể này vừa hiếm vừa mỏng manh, vì vậy các Hero của chúng ta - cũng như các phe phái trên khắp thế giới - đã xây dựng các tuyến phòng thủ phức tạp. Nếu bạn có thể phá vỡ pha lê Vain của kẻ thù, bạn sẽ chiến thắng.
- Vain Crystal: Tinh thể là bất khả xâm phạm cho đến khi các tháp pháo bảo vệ nó đã bị phá hủy. Bằng cách mở rộng, các tháp pháo là bất khả xâm phạm cho đến khi tất cả các tháp pháo ngoài chúng bị phá hủy. Các tháp pháo dễ bị tổn thương duy nhất ở đầu trận đấu là những tháp xa nhất từ mỗi căn cứ.
- Tháp pháo (trụ): Hầu như tất cả những người đã chơi MOBA đều nhớ những trải nghiệm đầu tiên của họ với tháp pháo. Điều này chủ yếu là vì trải nghiệm đầu tiên này thường liên quan đến cái chết nhanh chóng và đau đớn.
  - Tháp pháo phục vụ nhiều mục đích khác nhau trong Vainglory. Trong đó, tháp pháo đồng minh cho bạn một nơi an toàn để chiến đấu từ sớm trong suốt trận đấu, đặc biệt là khi đối phó với các đối thủ rất hung hãn.
  - Luôn luôn chú ý khi bạn nhìn thấy một tháp pháo của kẻ thù gần đó. Chúng hoàn toàn nguy hiểm. Tuy nhiên, khi bạn cần tiếp cận chúng, hãy ghi nhớ ba quy tắc sau đây:
    - ĐẦU TIÊN: Hãy chắc chắn rằng các Minions của đồng minh tiếp cận các tháp pháo trước bạn. Nó sẽ bắn Minions để bạn có thể tấn công.
    - PHÚT CUỐI: Rút lui trước khi Minions cuối cùng của bạn chết. Tháp pháo sẽ tấn công các Hero gần đó khi không có Minions.
    - KHÔNG TẤN CÔNG HERO ĐỊCH: Tháp pháo sẽ ngay lập tức nhắm vào bạn nếu bạn tấn công một Hero phe địch.
- Minions: Vain sẽ thường xuyên triệu tập tay sai để phòng thủ. Giống như những con thiêu thân đến ngọn lửa, những tay sai này sẽ liên tục tiến về phía Vain của kẻ thù, tấn công bất cứ thứ gì trên đường đi của chúng. Khi những tay sai này va chạm, một trận chiến vĩnh cửu nổ ra.
- Kinh nghiệm, Cấp độ: Lượng kinh nghiệm của người chơi có thể kiếm được qua việc kết liễu Hero của đối phương, giết Minions, phá hủy tháp pháo và tiêu diệt quái vật rừng. Khi đủ lượng kinh nghiệm nhất định Hero sẽ lên cấp và được phép thăng cấp 1 trong 3 kỹ năng của Hero.
- Vàng: Người chơi nhận được một lượng tiền nhỏ theo thời gian, và có thể kiếm nhiều tiền hơn từ việc giết Minions địch bằng đòn đánh kết liễu, phá hủy tháp pháo địch, giết quái vật rừng cũng như giết Hero địch, hỗ trợ đồng đội giết Hero địch và phá hủy tháp pháo. Với số tiền này, người chơi mua các trang bị cho Hero của mình để các Hero mạnh mẽ hơn trong suốt trận đấu.

## Phát triển

### Khởi đầu

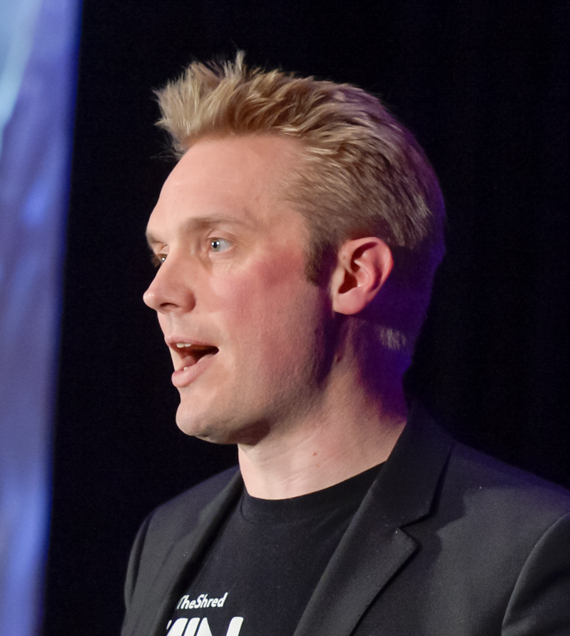
Segerstrale trình bày về "Vainglory" trong Hội nghị Game Developers Conference vào năm 2016

Vào tháng 2 năm 2012, nhà phát triển trò chơi từ Rockstar, Riot, Blizzard và Insomniac đã thành lập Super Evil Megacorp ở San Mateo, California để tạo một trò chơi chiến đấu trực tuyến nhiều người chơi trực tuyến cho các thiết bị thông minh và do đó họ bắt đầu phát triển trò chơi đầu tiên của họ, Vainglory. Apple đã chọn các trò chơi để chứng minh khả năng đồ họa của iPhone 6 và đồ họa Metal (API) tại sự kiện công bố iPhone 6 của họ. Trò chơi được khởi động nhẹ trong 6 tháng trước sự kiện tháng 9 năm 2014 và được phát hành vào ngày 16 tháng 11 năm 2014.
Kristian Segerstrale, người sáng lập Playfish và cựu giám đốc của EA Digital, đã gia nhập Super Evil Megacorp làm COO của hãng. Segerstrale mong muốn Vainglory phổ biến thể loại MOBA như "Halo đã làm cho những trò FPS đầu tiên". Segerstrale nói rằng ông hy vọng Vainglory sẽ trở thành một cái gì đó mà người chơi "sẽ tổ chức cuộc sống của họ quanh trò chơi" thay vì một cái gì đó để giết thời gian. Trò chơi được thiết kế cho máy tính bảng, mà công ty cảm thấy là nền tảng thích hợp nhất mặc dù thiếu các "trò chơi cốt lõi" (trò chơi tôn vinh khả năng "làm việc theo nhóm và chiến lược" qua hàng ngàn giờ chơi). Họ nói với Polygon rằng máy tính bảng là thứ "xã hội vốn có", "ít xa lánh với người chơi mới", và "có thể là không gian tốt nhất cho chơi nhiều người". Giám đốc điều hành Super Evil Megacorp Bo Daly cho biết ông đã nhìn thấy các trò chơi PC MOBA như một trải nghiệm độc lập và nghĩ rằng máy tính bảng có thể làm cho trải nghiệm trở nên tốt hơn cho các nhóm như là một sự tái phát minh của các cuộc vui qua LAN, nơi mà người chơi chia sẻ kinh nghiệm chơi game chung trong cùng không gian chung trên các thiết bị riêng biệt. Công ty cũng dự định cho trò chơi trở thành một eSport. Nhà tổ chức giải đấu eSports Châu Âu Electronic Sports League đã công bố Vainglory Cup, một cuộc thi Vainglory diễn ra vào tháng 6 năm 2015.

### Ra mắt phiên bản Android
Vào ngày 5 tháng 3 năm 2015 tại Hội nghị Nhà phát triển Game 2015, công ty Super Evil Megacorp đã tuyên bố rằng Vainglory sẽ có mặt trên Android. Sau khi trải qua một phiên bản beta khép kín, trò chơi đã được phát hành đầy đủ vào ngày 2 tháng 7 năm 2015 trên Google Play.
Một trong những tính năng ấn tượng nhất của Vainglory là tác phẩm nghệ thuật của nó, được sản xuất bởi một nhóm do Carlo "Chainsaw" Arellano làm đạo diễn. Người chơi cũng được mời để hướng dẫn sự phát triển của Vainglory bằng cách tương tác với các nhà phát triển thông qua Livestreams trên Twitch.

### Ra mắt Vainglory 5v5
Tháng 12/2017 Giải chung kết thế giới Vainglory World Championship lần thứ 2 sẽ được tổ chức tại Singapore. Đây sẽ là bước đột phá lớn của lịch sử Vainglory khi nhà sản xuất Super Evil Megacorpe chính thức công bố và ra mắt chế độ map mới 5v5, Được đông đảo cộng đồng game thủ Vainglory và cũng như các game thủ moba di động trên toàn thế giới mong chờ từ lâu. Vainglory với lối chơi điều khiển chạm, nhấn (touch) trên màn hình thiết bị di động có nét tương đồng với cách thức điều khiển kích chuột và nhấn phím trên pc như Liên Minh Huyền Thoại hay nhiều tựa game moba đình đám khác trên hệ máy pc nhưng chỉ giới hạn ở map 3v3. Nhưng từ đây người chơi đã có thể hài lòng khi một tựa game moba trên mobile đã có thể cho được những trải nghiệm sắc nét nhất không kém gì pc mà Vainglory mang lại và nhà sản xuất cũng đã cho ra nhiều video lẫn hình ảnh trailer về map 5v5 trước đó để chuẩn bị cho sự kiện này.

### Phát hành Vainglory tại Việt Nam
Tại Việt Nam, ngày 12/12/2017, Super Evil Megacorp chính thức hợp tác cùng NPH Gamota để phát hành Vainglory với tên gọi: Đấu Trường Vainglory 5v5.

### Phát triển Vainglory đa nền tảng
Vào ngày 28 tháng 06 năm 2018 Vainglory phát triển đa nền tảng – thử nghiệm phiên bản alpha dành cho MacOS và Windows.

### Đóng cửa
Vào ngày 1 tháng 4 năm 2020, Rogue Games thông báo sẽ không còn tiếp tục phát triển Vainglory và dự định đóng cửa trò chơi. Do đó, SEMC đã thông báo rằng sẽ loại bỏ các máy chủ đắt tiền với dữ liệu người chơi. Điều này có nghĩa là sẽ không có các bản cập nhật trò chơi trong tương lai cũng như việc cắt giảm các dịch vụ như chơi nhóm, danh sách bạn bè, bảng xếp hạng và trò chuyện trong trò chơi.
Sau đó, Netease Games cũng đã thông báo sẽ ngừng phát hành tựa game Vainglory tại thị trường Trung Quốc vào ngày 28 tháng 7 năm 2020.

### Tương lai của Vainglory và dự án mới
Sau thông báo từ Rouge Games và Netease Games, các máy chủ Vainglory sẽ được chuyển giao cho cộng đồng, loại bỏ các máy chủ đắt tiền có dữ liệu người chơi và biến trò chơi thành "máy khách có thẩm quyền". Điều này có nghĩa là sẽ không có bản cập nhật trò chơi tập trung trong tương lai cũng như cắt giảm các dịch vụ như chơi nhóm, danh sách bạn bè, bảng xếp hạng và trò chuyện trong trò chơi. Điều này cũng mang lại các cơ hội khác như điều chỉnh sự phân bổ tổ chức cộng đồng, API do cộng đồng xây dựng và chạy và sự ổn định lâu dài của máy chủ. Sự điều chỉnh này được áp dụng qua các bản cập nhật sau này, ví dụ như trong bản cập nhật 4.14 thì tựa game đã có những sự điều chỉnh dựa trên những ý kiến của cộng đồng.
Cùng với sự đón nhận của cộng đồng, các phiên bản chuyển thể từ tựa game Vainglory được Bazoka Tango phát triển có bản quyền của SEMC, bao gồm Vainglory: All Stars phát hành vào tháng 10 năm 2021 (thuộc thể loại MOBA 3vs3 mang phong cách chơi tương tự như Brawl Stars) và sắp tới đây là Vainglory: Legion of One (một tựa game MOBA kết hợp thể loại sinh tồn).
Vào ngày 30 tháng 4 năm 2020, Super Evil Megacorp đã tiết lộ dự án tiếp theo của họ sau Vainglory là Catalyst Black. Đây là tựa game bắn súng góc nhìn thứ ba, nơi người chơi điều khiển một nhân vật được đặt trong một đội bao gồm cả AI. -Điều khiển đồng đội cũng như những người chơi khác, có khả năng biến thành một trong sáu sinh vật mạnh hơn được gọi là "nguyên thủy", mỗi sinh vật có bộ sức mạnh và đặc quyền riêng. Hiện tại game đã phát hành chính thức trên Android và iOS vào ngày 25 tháng 5 năm 2022.

## Đón nhận
Trò chơi đã nhận được đánh giá "nói chung là thuận lợi", theo trang tổng hợp điểm đánh giá trò chơi điện tử Metacritic. Các nhà phê bình ca ngợi đồ họa, nhân vật và thiết kế cấp độ của trò chơi, nhưng lại chỉ trích việc trò chơi thiếu các tính năng giao tiếp nhóm. Trong khi Mitch Dyer của IGN viết rằng trò chơi có thể truy cập được đối với những người mới chơi, Matt Thrower của Pocket Gamer lại cảm thấy khác. The Guardian gọi Vainglory là trò chơi iOS "hay nhất" năm 2014. Trò chơi là một trong mười người nhận Giải thưởng Thiết kế của Apple vào năm 2015.
Matt Thrower của Pocket Gamer đã lưu ý rằng thể loại MOBA trên PC đã gặp vấn đề như thế nào khi điều chỉnh các điều khiển chính xác của nó cho nền tảng di động, nhưng Vainglory đã cắt bớt các tính năng ở những khu vực phù hợp. IMitch Dyer của IGN đã viết rằng trò chơi là phiên bản "thu nhỏ lại chứ không phải thu nhỏ lại" của thể loại MOBA và không phải là nỗ lực nhằm "ước chừng" trải nghiệm Liên Minh Huyền Thoại và Dota 2 cho thiết bị di động. Dyer ca ngợi chi tiết nhân vật và bản đồ của trò chơi, đồng thời viết rằng tất cả mười anh hùng đều có thiết kế "vui nhộn" và rất thú vị khi chơi. Thrower cảm thấy tương tự về đồ họa của nó như hầu hết những người đánh giá đã làm. Dyer ca ngợi cách điều khiển của iPad, nhưng cảm thấy "chật chội" trên iPhone 6 Plus. Ford của TouchArcade đã mô tả cách điều khiển là "hoàn hảo" và cảm thấy rằng phần hướng dẫn của trò chơi là một trong những phần hay nhất mà anh ấy từng thấy trong MOBA iOS. Anh ấy nói thêm rằng anh ấy coi việc mua hàng trong ứng dụng của trò chơi là "rất công bằng" chứ không phải "trả tiền để thắng".
Dyer của IGN đã báo cáo các trò chơi của anh ấy kéo dài khoảng 21 phút và nhận thấy rằng chúng có xu hướng lăn cầu tuyết mất cân bằng vào thời điểm sinh vật Kraken xuất hiện ở phút thứ 15. Dyer nói thêm rằng những lợi thế của giao tiếp trực tiếp trong nhóm khiến trò chơi cảm thấy "lạc lõng". Pocket Gamer's Thrower đã viết rằng "chiều sâu" của trò chơi là ở việc học cách sử dụng các ký tự riêng lẻ và những người mới bắt đầu phải tuân theo "đường cong học tập không thể xuyên thủng", đặc biệt là khi không có tổ chức nhóm. Ford của TouchArcade cho biết vấn đề duy nhất của anh ấy là người chơi rời khỏi phiên chơi của họ trong khi trò chơi vẫn đang diễn ra, nhưng cảm thấy điều này đã được giảm thiểu nhờ hệ thống mai mối "Karma" của trò chơi. Ford đã báo cáo rằng Vainglory nhìn chung đã chơi tốt và "có lẽ là MOBA hay nhất trên iOS".